# Гордост
 Тази статия е за емоцията.  За британския филм от 2014 г. вижте Гордост (филм).  
Гордостта е вътрешно насочена емоция, която носи две общи значения. С негативна конотация гордостта или горделивостта се отнася до надуване вследствие чувство за личен висок статус или постижения, които често се използват като синоними с високомерие. С положителна конотация, гордостта се отнася до чувство на задоволеност от привързаността към собствени или на друг избор и действия, или към цяла група от хора и е продукт на похвали, независима оценка, или изпълнено чувство за дълг или принадлежност. Философи и социални психолози отбелязват, че гордостта е сложна вторична емоция, която изисква развитие на чувството за самия себе си и овладяването на съответните концептуални различия (например, че гордостта е различна от щастие и радост) чрез езиково взаимодействие с другите. Гордостта може да бъде определена също така като несъгласие с истината. Една друга дефиниция на гордостта в първия смисъл идва от свети Августин: „Любов към собствените върхови постижения“. В този смисъл, обратното на гордост е смирение или вина, последното по-специално бидейки чувство за собствен провал за разлика от идеята на Августин за високи постижения и успех.
Докато някои философи като Аристотел и Джордж Бърнард Шоу смятат гордостта за дълбока добродетел, повечето религии по света я считат за грях, като Стария завет на Библията, използвана от християни и евреи.